# География Таиланда
Таиланд расположен в Юго-Восточной Азии, на полуостровах Индокитай и Малакка. Географически, климатически, с точки зрения природных ресурсов, разнообразия форм рельефа и даже этнического состава населения Таиланд делится на пять основных регионов: Центральный, Восточный, Северный, Северо-Восточный и Южный Таиланд.

## Территория и границы
Таиланд расположен между 5°36' и 20°28' северной широты и 97°20' и 105°35' восточной долготы. Занимает площадь 514 тыс. км², из них морская зона — 2,23 тыс. км². Максимальная протяжённость территории с запада на восток составляет 780 км, с севера на юг — 1650 км. На юго-западе территория страны омывается Андаманским морем, с востока и юга — Сиамским заливом Южно-Китайского моря, общая протяжённость береговой линии составляет 3 219 км. Большая часть побережья низменная, местами заболоченная. Западное побережье полуострова Малакка испещрено многочисленными рисовыми заливами и эстуариями мелких рек. В Сиамском заливе рядом с камбоджийской границей расположены острова Чанг и Кут, у полуострова Малакка — острова Самуй, Пханган и несколько более мелких. В Андаманском море лежат острова Сурин, Симилан, Пхукет (самый крупный остров), а также другие острова меньшей площади.
Большая часть государственной границы Таиланда (общая длина 4 863 км) проходит по естественным разделителям — граница с Камбоджей (803 км) идёт по горным грядам на юго-востоке, с Лаосом (1754 км) — по реке Меконг на востоке и северо-востоке. На западе Таиланд граничит с Мьянмой (1 800 км), а в южной части страны расположена граница с Малайзией (506 км). Большинство границ были установлены в конце XIX и начале XX века в соответствии с договорами, навязанными Таиланду и его соседям Британией и Францией. Однако ещё в конце 1980-х годов существовал территориальный спор на границе с Лаосом и Камбоджей.

### Крайние точки
- Северная точка — граница с Мьянмой, ампхе Мэсай, провинция Чианграй

20°28′ с. ш. 99°57′ в. д.
- Южная точка — граница с Малайзией, ампхе Бетонг, провинция Яла

5°37′ с. ш. 101°08′ в. д.
- Восточная точка — граница с Лаосом, ампхе Кхонгчиам, провинция Убонратчатхани

15°38′ с. ш. 105°38′ в. д.
- Западная точка — граница с Мьянмой, ампхе Мэсарианг, провинция Мэхонгсон

18°34′ с. ш. 97°21′ в. д.

### Крайние высоты
- Высшая точка — гора Дой Интханон, 2565 метров (8415 футов), at 18°35′32″ с. ш. 98°29′12″ в. д.HGЯO
- Низшая точка — Сиамский залив, 0 метров - уровень моря

## Геология и полезные ископаемые

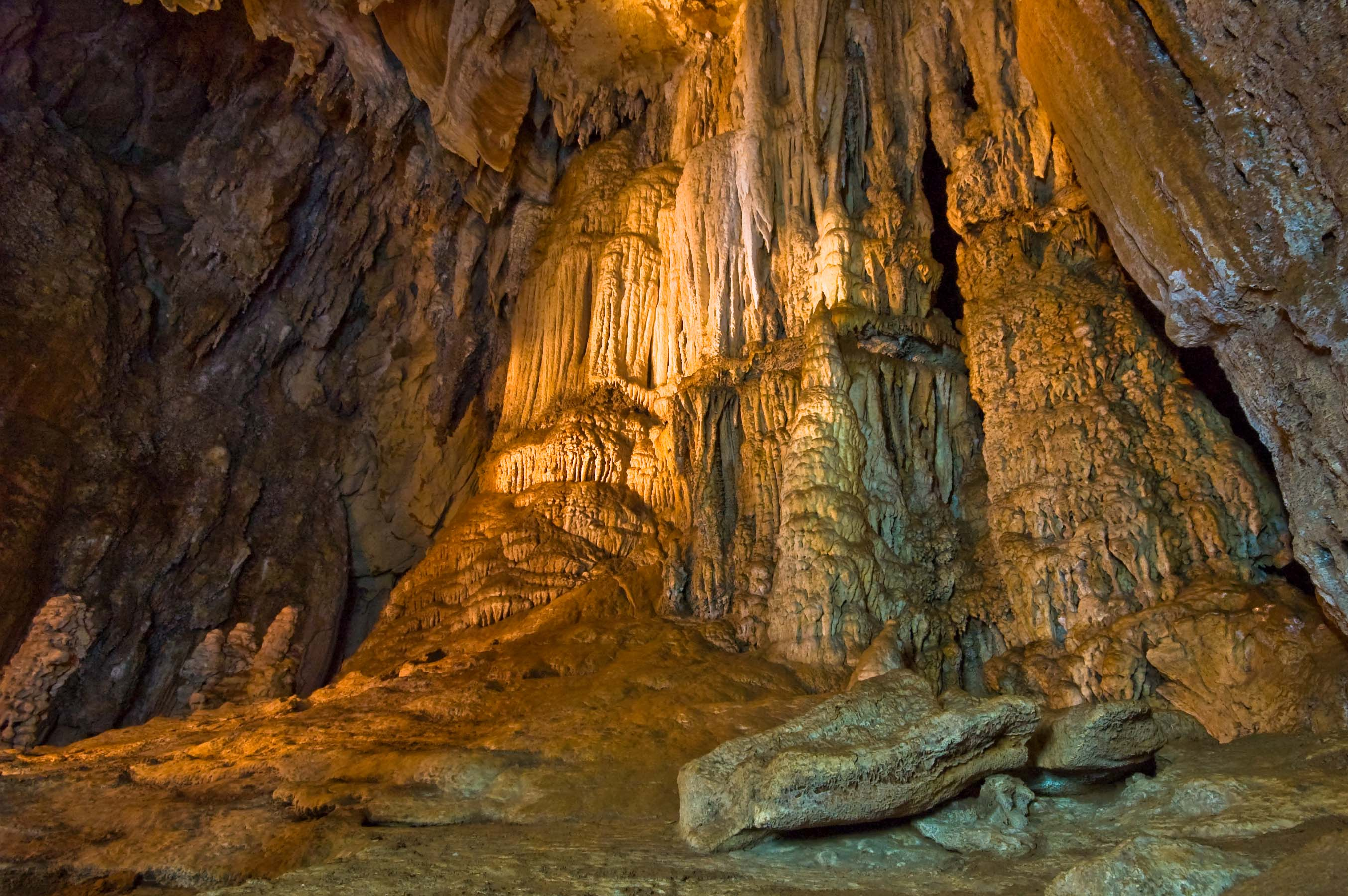
Пещера в национальном парке Кхаосок

Горные системы, расположенные на севере, западе и юге Таиланда, относятся к палеозойской геосинклинальной южноазиатской складчатости, активизированной в мезозое. Горы сложены из сланцев, песчаников и известняков с эффузивами палеозоя и триаса, содержащими крупные тела гранитов. На востоке страны расположена область пологого залегания мезозойских песчаников, образующая плато Корат. В центральной части Таиланда располагается тектоническая впадина, образовавшаяся в кайнозое и выполненная рыхлыми осадочными породами мощностью до 5—7 км. В этой впадине располагается Менамская низменность и шельф Сиамского залива. На территории Таиланда развиты карстовые образования, в том числе пещеры, в которых располагаются буддистские святилища. Крупнейшая из таких пещер — Пхравангдэнг длиной более 13,5 км.
С мезозойскими гранитами связаны крупнейшие месторождения олова (по данным БСЭ — 1220 тыс. т), а также вольфрама (20 тыс. т). В палеозойских структурах находятся залежи сурьмы, флюорита, свинца, цинка, барита, железных и марганцевых руд. Имеются запасы бурого угля, каменной (центр и юг страны) и калийной солей (на плато Корат). На западе расположены месторождения рубина и сапфира.

## Рельеф
Более половины территории страны лежит в низменных аллювиальных равнинах. Наиболее крупная из которых — Менамская низменность — расположена в центральной части страны по течению реки Чаупхрая. Из-за речных наносов в устье Чуапхраи суша наступает на Сиамский залив со скоростью 2—3 м в год.
С севера низменные районы ограничены южной частью хребта Луангпхабан и нагорьем Пхипаннам, с запада — хребтами Кхунтхан, Танентаунджи и Билау, имеющими меридиональное направление и продолжающимися на полуостров Малакка. В северо-западной части располагается самая высокая точка страны — гора Дойинтанон (2559 м). В восточной части страны расположено плато Корат, отделённое от Менамской низменности горами Пхетчабун, Санкамбенг и Донгпаяйен. Плато постепенно повышается от границы вглубь страны со 150 до 500 м и более, образуя низкогорья Дангрэк, Донгпхраяфай и Фуфан. В приграничных юго-восточных районах располагаются отроги горного массива Кравань.

К югу от перешейка Кра, на полуострове Малакка, располагаются равнины с небольшими горами и кряжами, высшая точка которых — гора Луанг (Кхаолуанг) (1835 м). Таиландский участок побережья Андаманского моря сильно изрезан, имеются скалы, острова и подводные рифы.

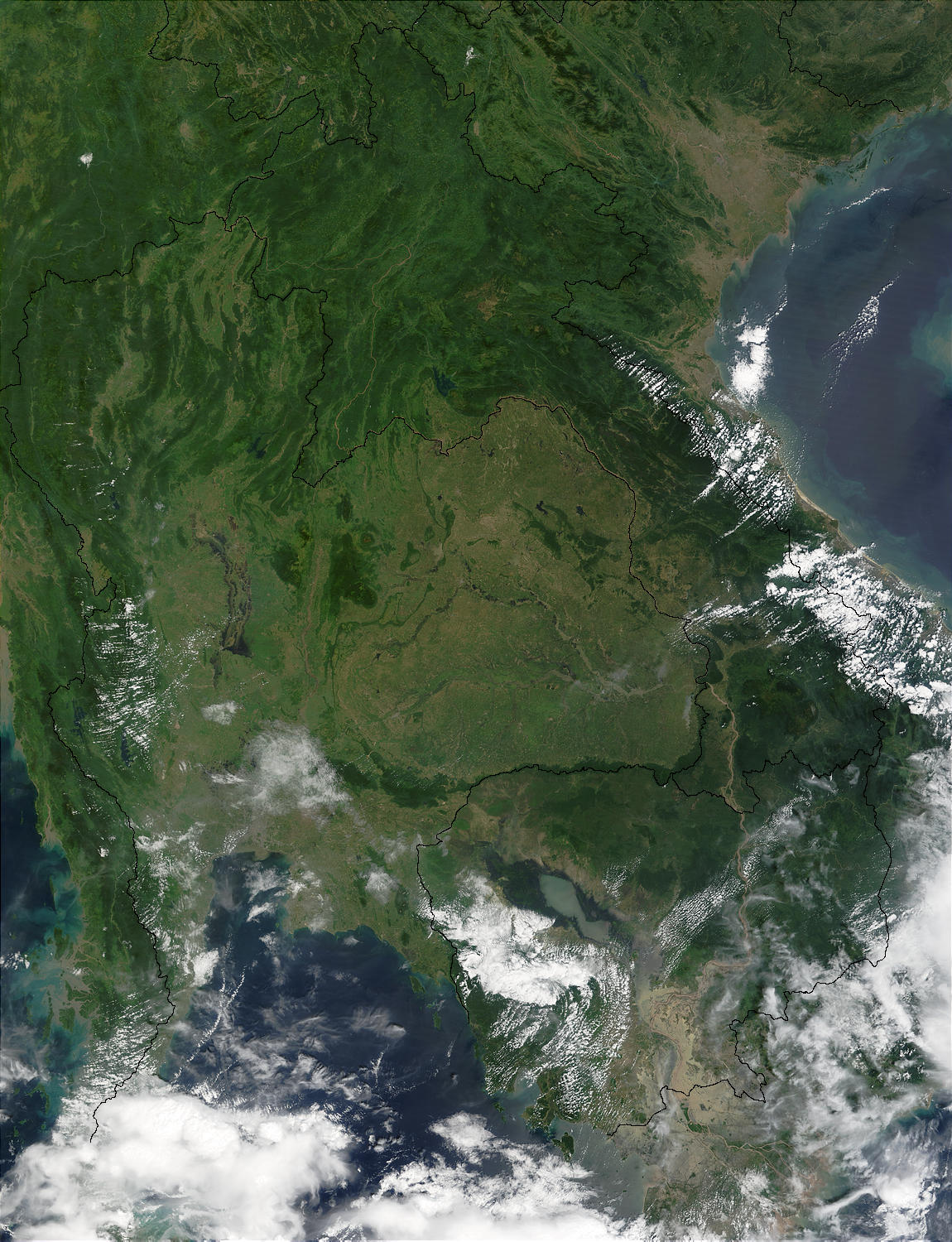
Спутниковый снимок
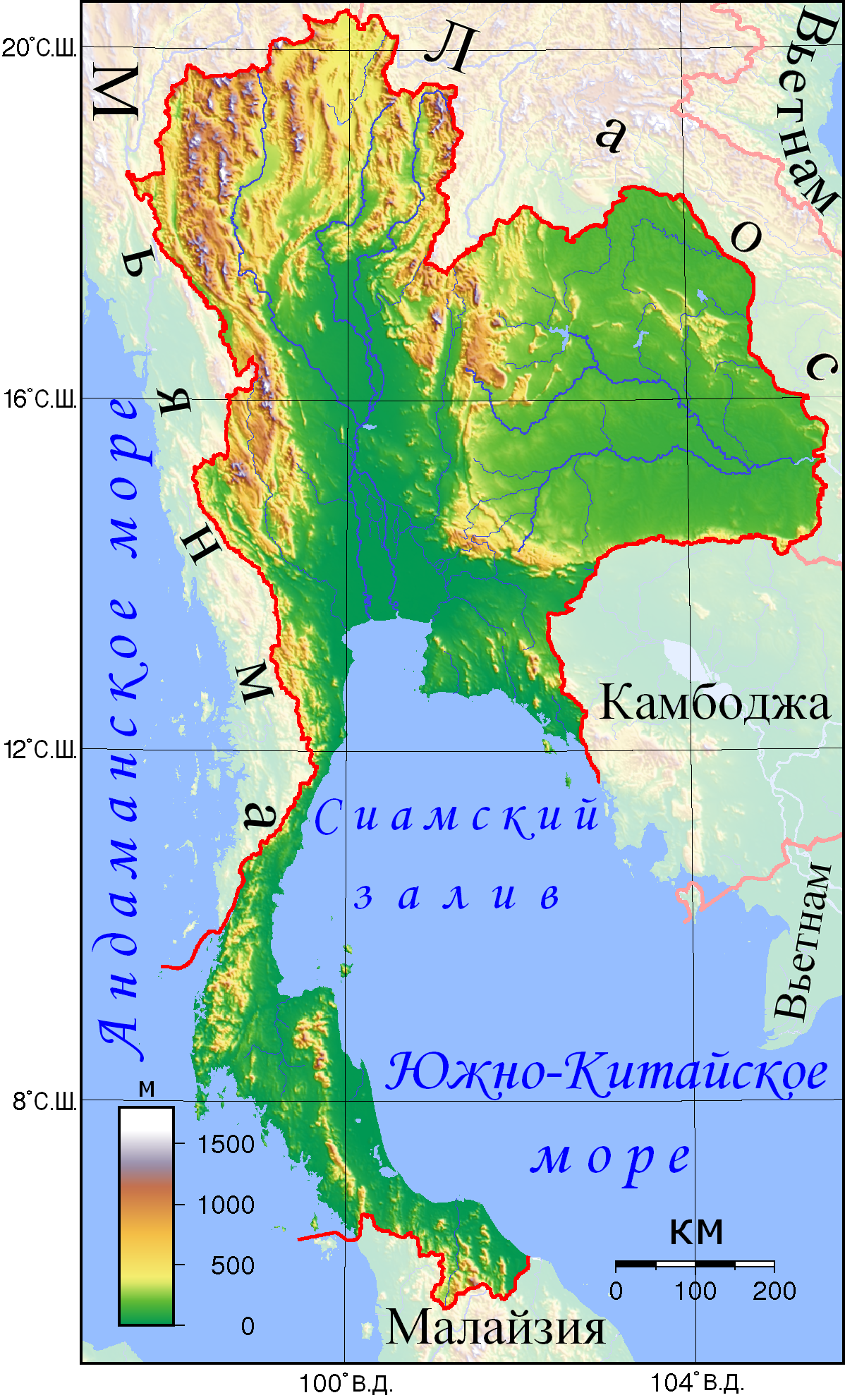
Рельеф Таиланда

## Климат

Климатическая карта (на англ.)

Благодаря центральному положению в Юго-Восточной Азии и наибольшей среди стран региона протяженности с севера на юг (расстояние между крайней северной и крайней южной точками Таиланда составляет 1860 км) Таиланд имеет самый разнообразный в Юго-Восточной Азии климат, поэтому урожаи основных культур собираются несколько раз в год, а туристический сезон «перетекает» из одних климатических зон в другие, делая Таиланд одним из немногих в мире круглогодичных туристических центров.
В целом климат Таиланда характеризуется как субэкваториальный и муссонный. Температура, как правило, не опускается ниже +13 °C и редко превышает +40 °C, самый жаркий период приходится на апрель — май. На севере страны, где климат более континентальный, суточные колебания температуры максимальны, в горных районах зимой температура понижается до 10—15 °C. Средние значения температуры в равнинных и предгорных районах — 22—29 °C. Климатические условия южной части Таиланда наиболее мягкие, на полуострове Малакка средние месячные температуры составляют 27—29 °C.
В северном и центральном районах Таиланда выделяют 3 сезона — тёплый и сухой зимой, жаркий и сухой весной, а также жаркий и влажный летом и осенью. В южной части страны выделяют 2 сезона — более влажный летний с частыми тайфунами и менее влажный зимний.

### Осадки

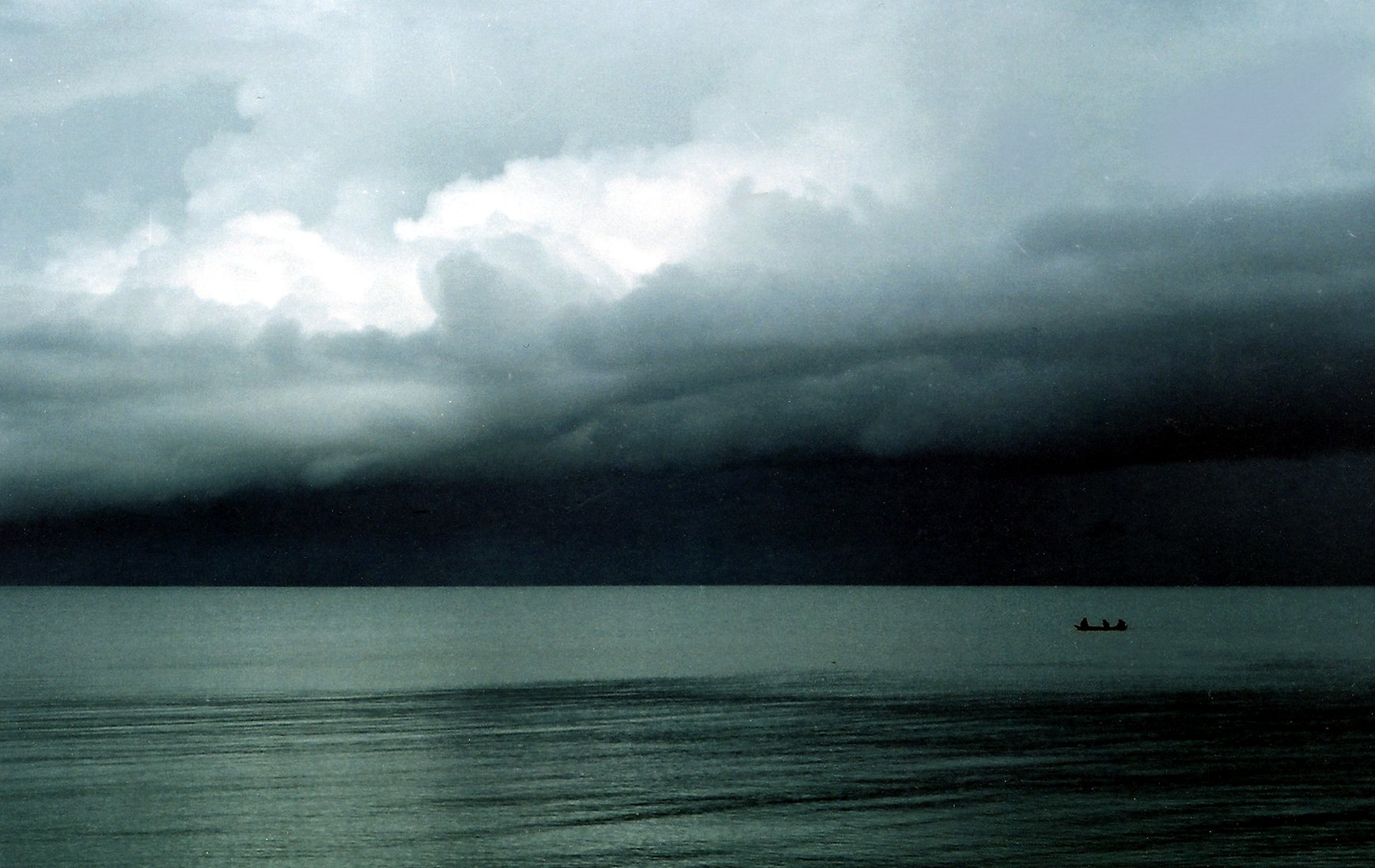
Тайские рыбаки под грозовыми тучами

Примерно 90 % всех годовых осадков в Таиланде обусловлены юго-западным муссоном. Продолжительность сезона дождей определить очень трудно, начинается он в мае, на этот же месяц приходится максимум осадков. В центре страны и на восточном побережье сильные дожди также идут в августе — сентябре. Сезон дождей длится немногим менее полугода, среднегодовое количество осадков по стране составляет 1600 мм. Норма осадков на севере и северо-востоке страны составляет 800—1500 мм, на плато Корат местами менее 900 мм (наиболее сухой район страны), в центре — 1200—2000 мм, а на юге — 2000— 4000 мм. В приграничных горных районах выпадает до 3000 мм осадков.
Продолжительность сезона дождей, количество осадков, их распределение и интенсивность оказывают существенное влияние на всю хозяйственную жизнь страны, и особенно на сельское хозяйство. К октябрю значительные объёмы воды скапливаются в ирригационных и городских дренажных системах, в результате чего при нечастых и не очень сильных дождях происходят довольно сильные наводнения. В частности, когда река Чаопрайя выходит из берегов, некоторые кварталы Бангкока бывают затоплены, ведь около трети города находится ниже уровня моря.
К ноябрю дожди прекращаются, и наступает «прохладный сухой» сезон. Сухой сезон длится с ноября по до середины февраля — осенью северо-восточные ветра приносят прохладные массы воздуха с континента. После ослабления муссонов, в феврале — мае, наступает сильная жара, причем влажность воздуха постепенно увеличивается вплоть до начала нового муссонного сезона, а затем цикл повторяется снова.

## Водные ресурсы

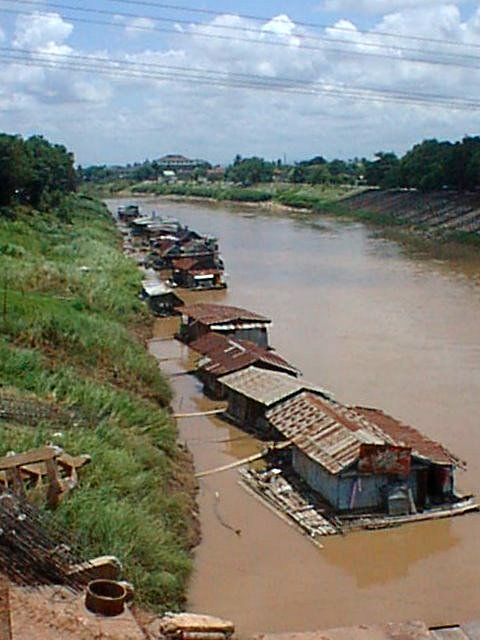
Плавучие дома на реке Нан недалеко от Пхитсанулока

Таиланд богат водными ресурсами — по его территории и границам протекают полноводные реки, на которых построено несколько крупных водохранилищ. Суммарные годовые осадки по всем речным бассейнам составляют 800 млрд м³, 75 % из которых испаряются и просачиваются в водоносные слои, а оставшиеся 25 % (200 млрд м³) поступает в реки, озёра и водохранилища. Из этого объёма на 2000 год использовалось 82,75 км³/год (2 % коммунальные нужды, 2 % промышленность, 95 % с/х), что по разным оценкам составило от 1288 м³ до 3300 м³ на душу населения в год.

### Реки
Реки Таиланда принадлежат бассейнам 2 морей — Андаманского и Южно-Китайского, но из последнего также отдельно выделяют бассейн Сиамского залива. Также выделяют 25 отдельных речных бассейнов. Большинство рек имеет дождевое питание (Меконг также питается ледниками), поэтому характерны резкие сезонные колебания уровня воды — в сезон летних дождей наблюдаются половодья, а в сухой период реки сильно мелеют.
Основной речной бассейн в Таиланде принадлежит реке Чаупхрая (Менам), его общая площадь составляет около 158 тыс. км² (около 35 % всей территории страны). Бассейн этой реки полностью находится на территории Таиланда, большая его часть лежит в Менамской низменности. От слияния двух своих основных притоков Пинг (590 км) и Нан (627 км) у города Накхонсаван Чаупхрая протекает 372 км в южном направлении и впадает в Сиамский залив, образуя дельту шириной 135 км. Недалеко от устья расположена столица страны — город Бангкок. Чаупхрая имеет большое экономическое значение для Таиланда — её вода используется для орошения, по ней осуществляется лесосплав и судоходство между северными и южными районами страны (от устья до города Накхонсаван). Русло Чаупхраи на участке от устья до Бангкока углублено до 8,5 м, благодаря чему до столичного порта могут подниматься крупнотоннажные морские суда.
Второй по величине речной бассейн расположен на востоке страны, большей частью на плато Корат. Он принадлежит крупнейшей реке Юго-Восточной Азии — Меконгу. По плато протекают притоки Меконга, крупнейший из которых — река Мун. Эти реки в сезон дождей разливаются и текут обратно от Меконга, заливая сельскохозяйственные угодья. Вдоль западной границы Таиланда на небольшом протяжении протекает ещё одна крупная река Азии — Салуин. На полуострове Малакка расположено несколько небольших горных рек.

### Озёра и водохранилища

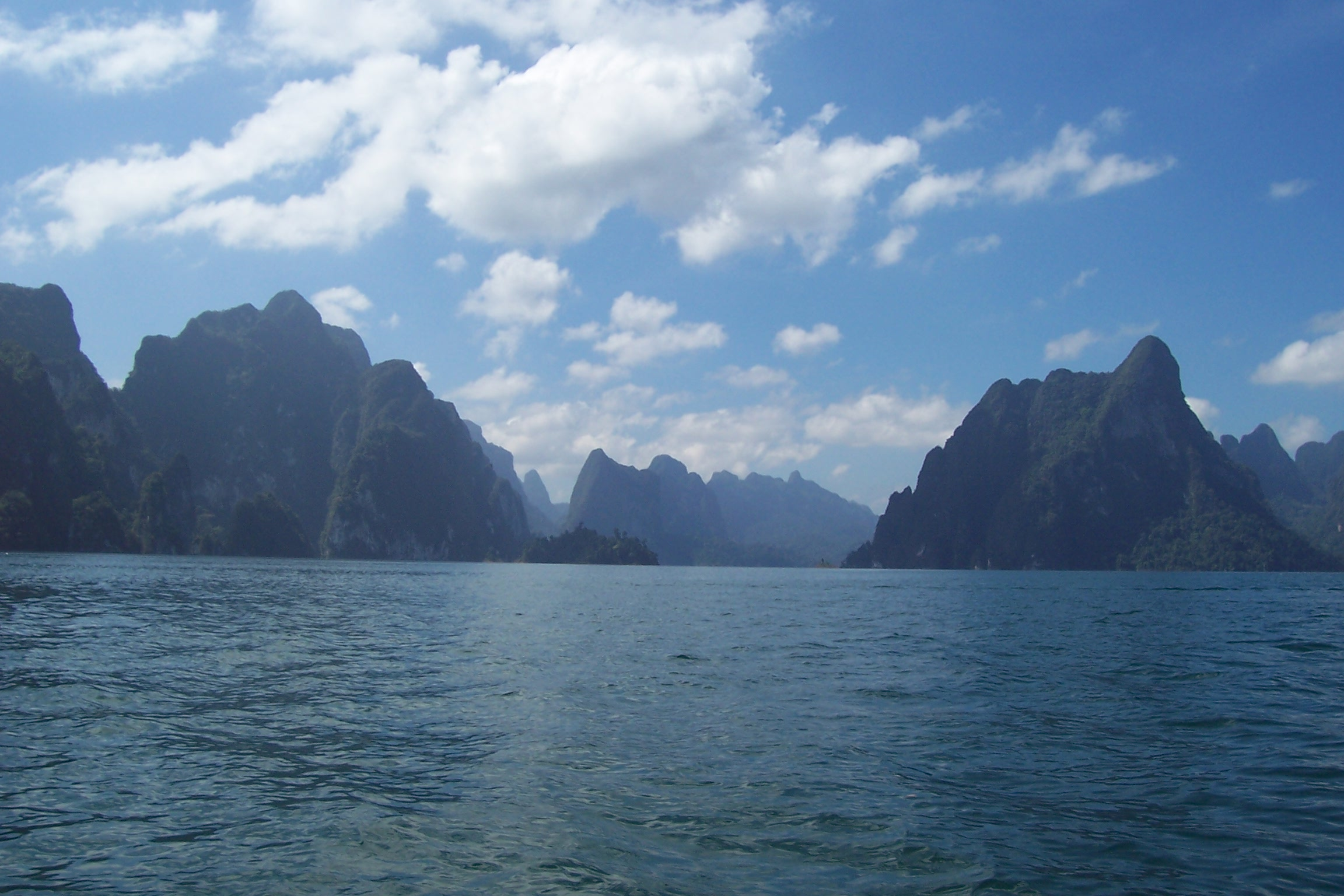
Водохранилище Чиаулан в южной части перешейка Кра

Озёр на территории Таиланда мало. В восточной части полуострова Малакка, недалеко от города Сонгкхла, расположено крупнейшее из них — озеро Тхалелуанг. Озеро вытянуто вдоль берега Сиамского залива на 75 км в виде лагуны. Сток из озера осуществляется через протоку на севере и канал на юге.
В отличие от озёр, искусственных водоёмов в Таиланде довольно много. В верхнем течении реки Пинг гидроузлом Бхумбиол создано крупное водохранилище. На втором притоке Чаупхраи — реке Нан — располагается водохранилище Сирикит. К югу лежат водохранилища Кхаулэм (на реке Кхуэной) и Сринакаринда (на реке Кхвэяй). На полуострове Малакка находится водохранилище Чиаулан. В восточной части страны, в бассейне реки Чи, расположены водохранилища Убонратна и Лампау.

### Подземные воды
Водоносный горизонт располагается по всей территории Таиланда, за исключением восточного региона. Менамская низменность обладает наиболее богатыми водоносными слоями, особенно в области Большого Бангкока и прилегающих территорий. Грунтовые воды используются для удовлетворения водопотребления, но отсутствие политики ценообразования приводит к использованию водных ресурсов со скоростью, превышающей естественное восполнение. В результате истощения слоёв в Бангкоке наблюдается оседание грунта. Восполнение грунтовых вод происходит посредством дождя и просачивания.
Сток с сельскохозяйственных угодий, промышленные отходы и канализация приводят к загрязнению подземных источников воды, в том числе свинцом и фторидами. Впервые повышенные нормы свинца были обнаружены в провинции Районг в 1979 году. После изучения прибрежных вод и колодцев было выявлено содержание свинца 0,13—0,42 мг/кг в почве и 0,006—75,3 мг/л в воде при норме питьевой воды в 0,05 мг/л. Как показало исследование, причиной загрязнения стала свалка использованных батареек.

## Почвы
Почвы в долинах рек аллювиальные и луговые, на поймах центральной равнины наиболее плодородны. В дельте реки Чаупхрая плотные глинистые почвы с низкой водопроницаемостью, хорошо удерживают влагу на обвалованных рисовых полях. Вне долин в центральной части преобладают коричневые почвы, а в низменностях полуостровной части — краснозёмы и желтозёмы. Для плато Корат характерны малоплодородные красно-бурые почвы саванны, для горных районов — горно-лесные краснозёмные. В северных долинах, в частности, в районе Чиангмая, развиты мелкозернистые супесчаные почвы.

## Растительность

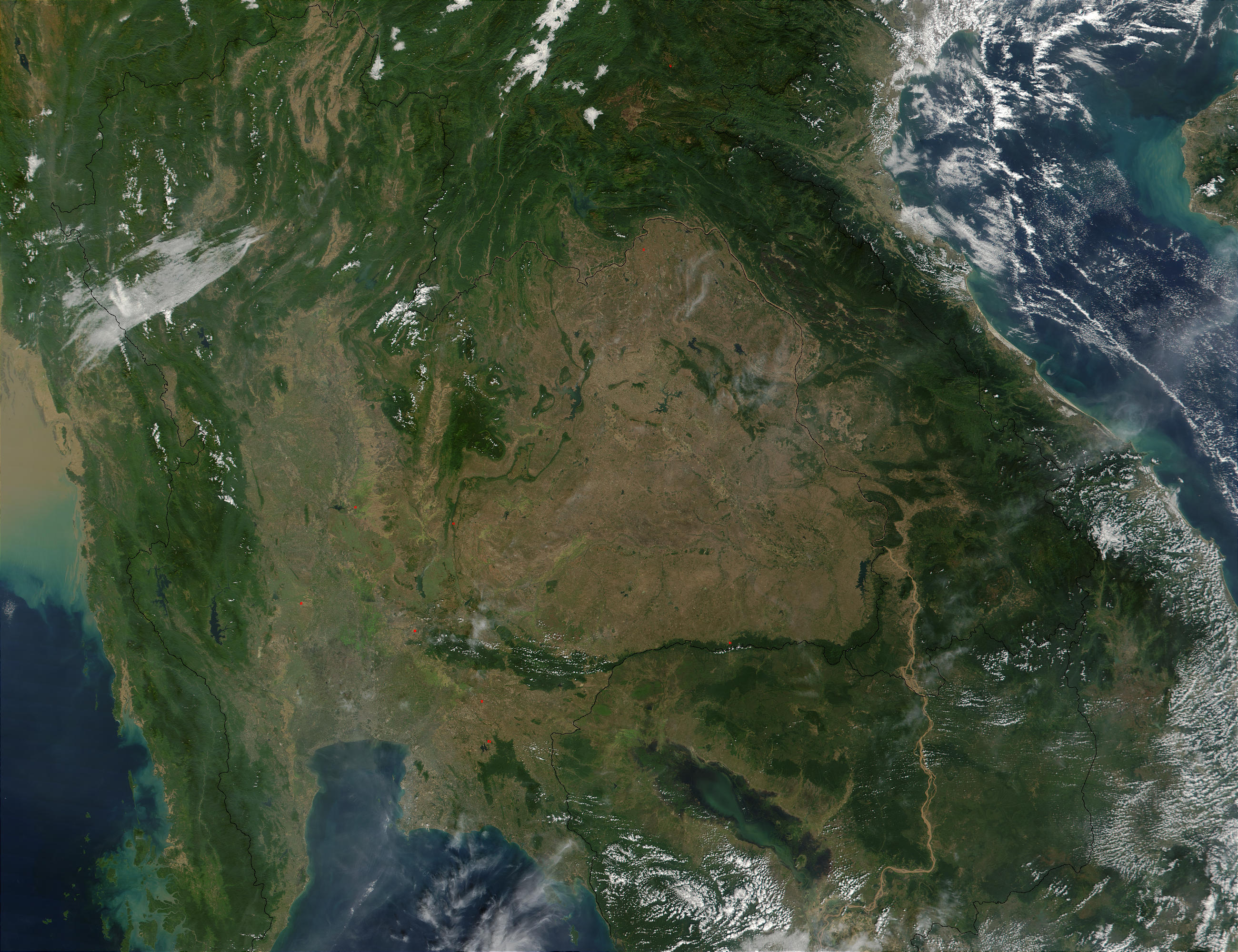
На спутниковых снимках хорошо видно обезлесение в Таиланде — чётко видна граница страны, плато Корат имеет коричневый цвет, а леса на территории Камбоджи — зелёный

По состоянию на 2005 год леса занимают 28,4 % территории страны, хотя в 1965 году этот показатель составлял около 60 %. В результате вырубки коренные леса (составляли 44,4 % от общей площади леса, 2005 год) на значительной территории замещены вторичными саваннами с акациевыми рощами, эвкалиптом и казуариной. В 1989 году в стране были резко ограничены масштабы лесозаготовок, но темпы вырубки лесов сократились незначительно.
На севере Таиланда встречаются листопадные (тик, сал и другие), на юге — влажные вечнозелёные тропические леса с гигантскими деревьями (янг, такьян), различными пальмами (арековая, саговая, ротанговая), бамбуками, фикусами и панданами. В северных районах на высотах 600—1200 м встречаются леса из сосны и дуба. Кроме того, в горных и предгорных районах растут леса из сандалового дерева. На плато Корат — высокотравная саванна, сухой низкорослый муссонный лес и ксерофильные редколесья. Вдоль побережий — мангровые заросли и насаждения пальмы нипа, в прибрежных районах и островах растут кокосовые пальмы.

## Животный мир
В соответствии с фаунистическим районированием территория Таиланда относится к Индо-Малайской зоогеографической области. Крупные животные, обитающие в Таиланде: слон (одомашненный), малайский медведь, редкий чепрачный тапир, кабан. Хищники и кошачьи: тигр, редкий дымчатый леопард, пантера, кошка-рыболов, камышовый кот, бенгальская кошка, мангустовые. В лесах обитают различные обезьяны — белорукий гиббон, медвежий макак, макак-резус, хохлатые обезьяны, на равнинах — лори, ведущие ночной образ жизни. Грызуны представлены белками. В северных горных районах обитают олени (лающий олень, олень-замбар, мунтжак, а также безрогий канчиль) и антилопы, в саванне — дикие быки гаур и бантенг.
Богатая орнитофауна (1083 вида) представлена обитающими в лесах фазанами, павлинами, попугаями, дикими курами, птицей-носорог, 16 видами зимородков, майной. В болотистых районах обитают цапля, аист, ибис, сиамский краснозобый журавль, эндемик белоглазая речная ласточка. Среди хищных видов — орлы, соколы, сарычи, коршуны. Имеется множество насекомых, включая термитов, свыше 500 видов бабочек, встречаются летучие мыши.

В Таиланде насчитывается до 75 видов ящериц и около 100 видов змей, 13 из которых ядовиты, в том числе королевская кобра. Крокодилы представлены сиамским и гребнистым крокодилами, до 1970 года на территории Таиланда также обитал гавиаловый крокодил. Реки Таиланда богаты рыбой, в основном семейства карповых. На побережье Сиамского залива добывают сельдь и скумбрию, промышляют акул.

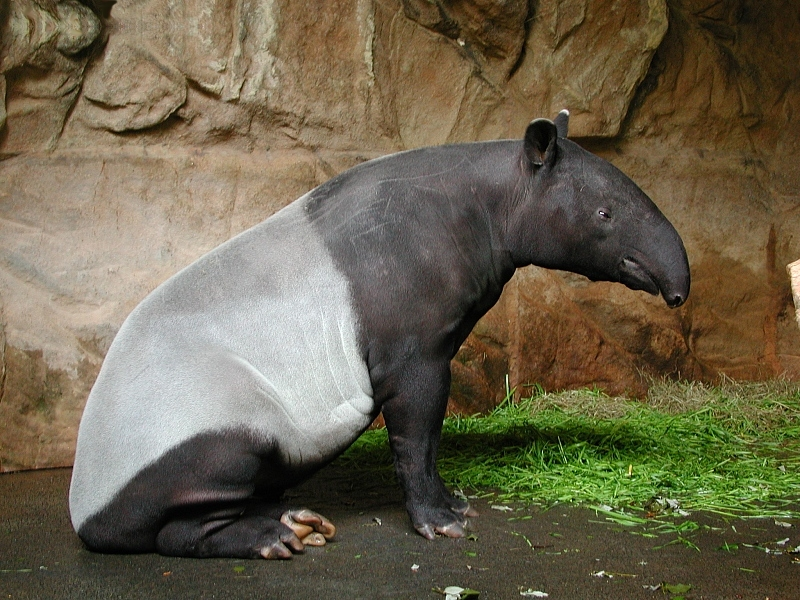
Чепрачный тапир
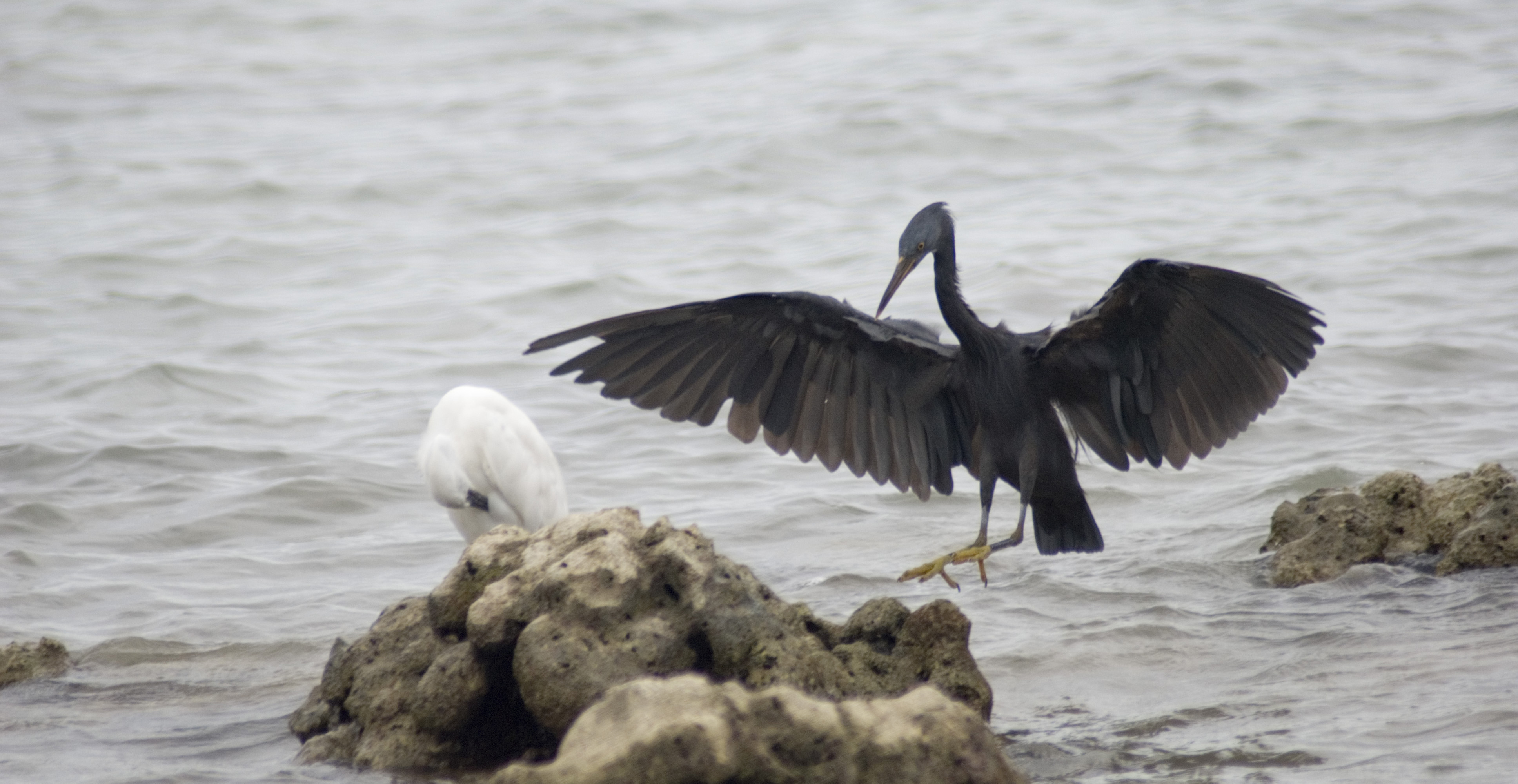
Восточная рифовая цапля на острове Тао
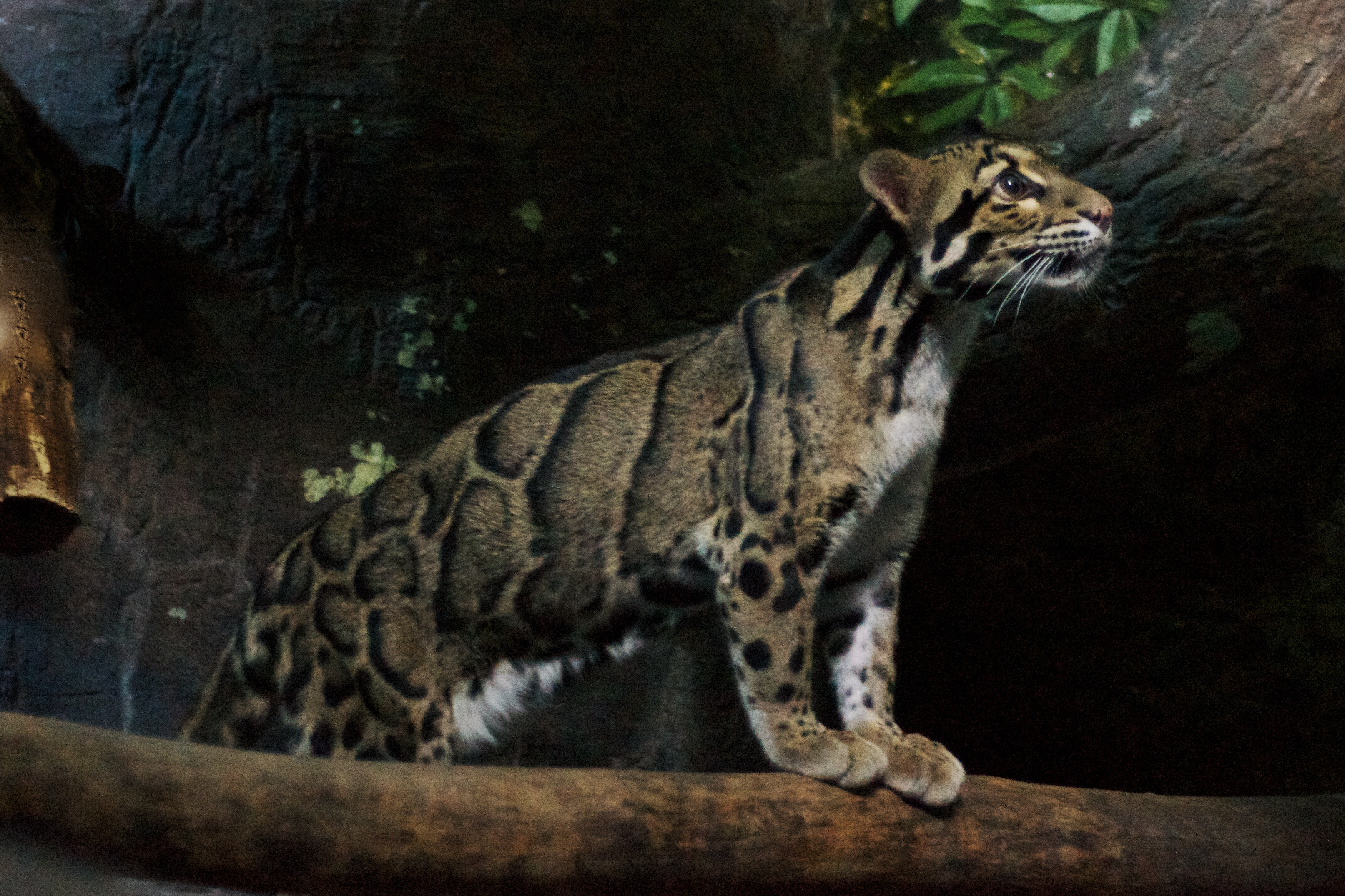
Дымчатый леопард
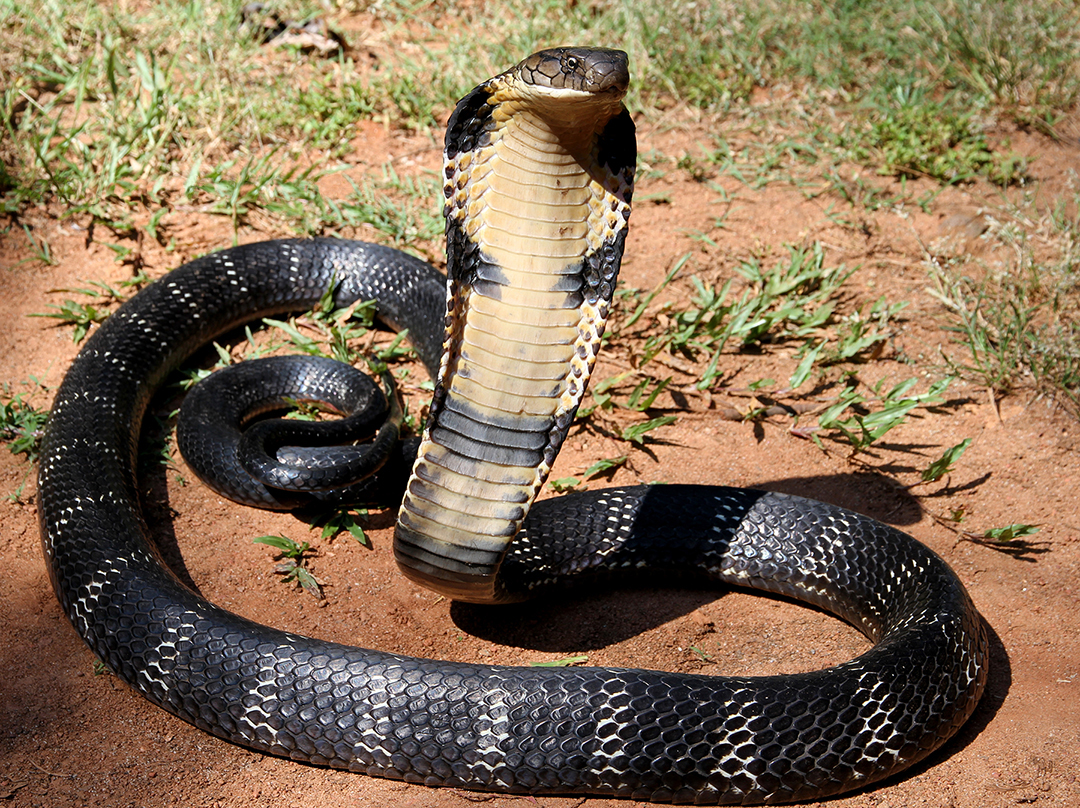
Королевская кобра (лат. Ophiophagus hannah)

## Охраняемые территории

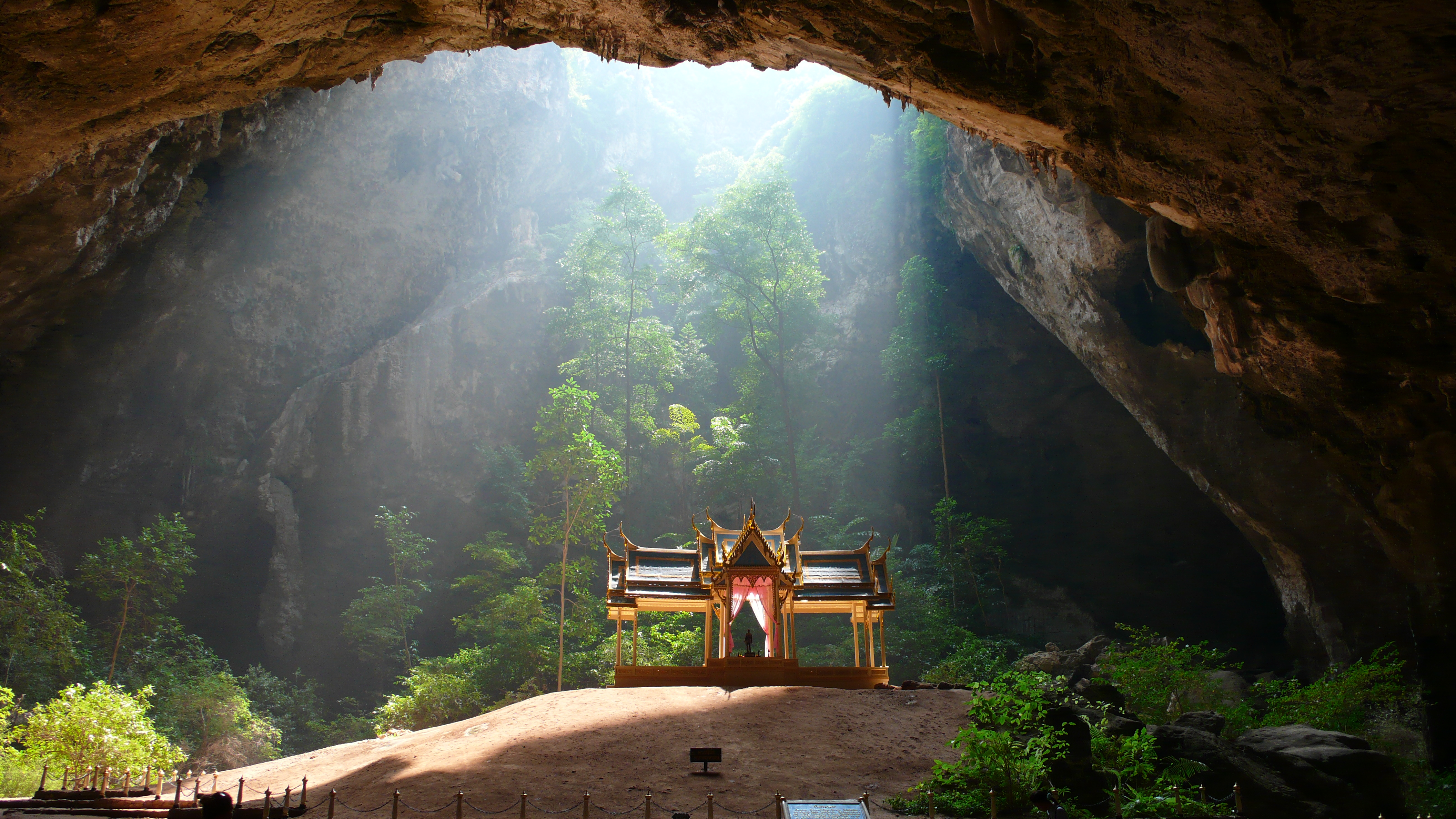
Пещера в парке Кхао Сам Рой Йот

В настоящее время в Таиланде насчитывается 102 национальных парка, в том числе 21 морской национальный парк. Национальные парки находятся под руководством Департамента национальных парков, дикой природы и растений (DNP), который входит в состав Министерства природных ресурсов и охраны окружающей среды (MONRE).
Первый национальный парк Кхауяй был образован в 1961 году, после принятия Закона о национальных парках (National Park Act B.E. 2504). Первый морской парк Кхао Сам Рой Йот создан в 1966 году. В 1993 г. администрация национальных парков была разделена на два департамента: наземных и, отдельно, морских парков.